# Moline Automobile Company

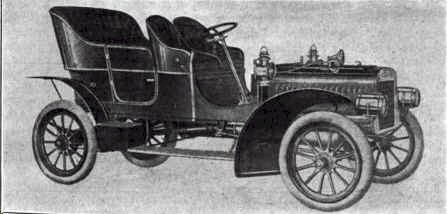
Moline Model B von 1905 als Surrey

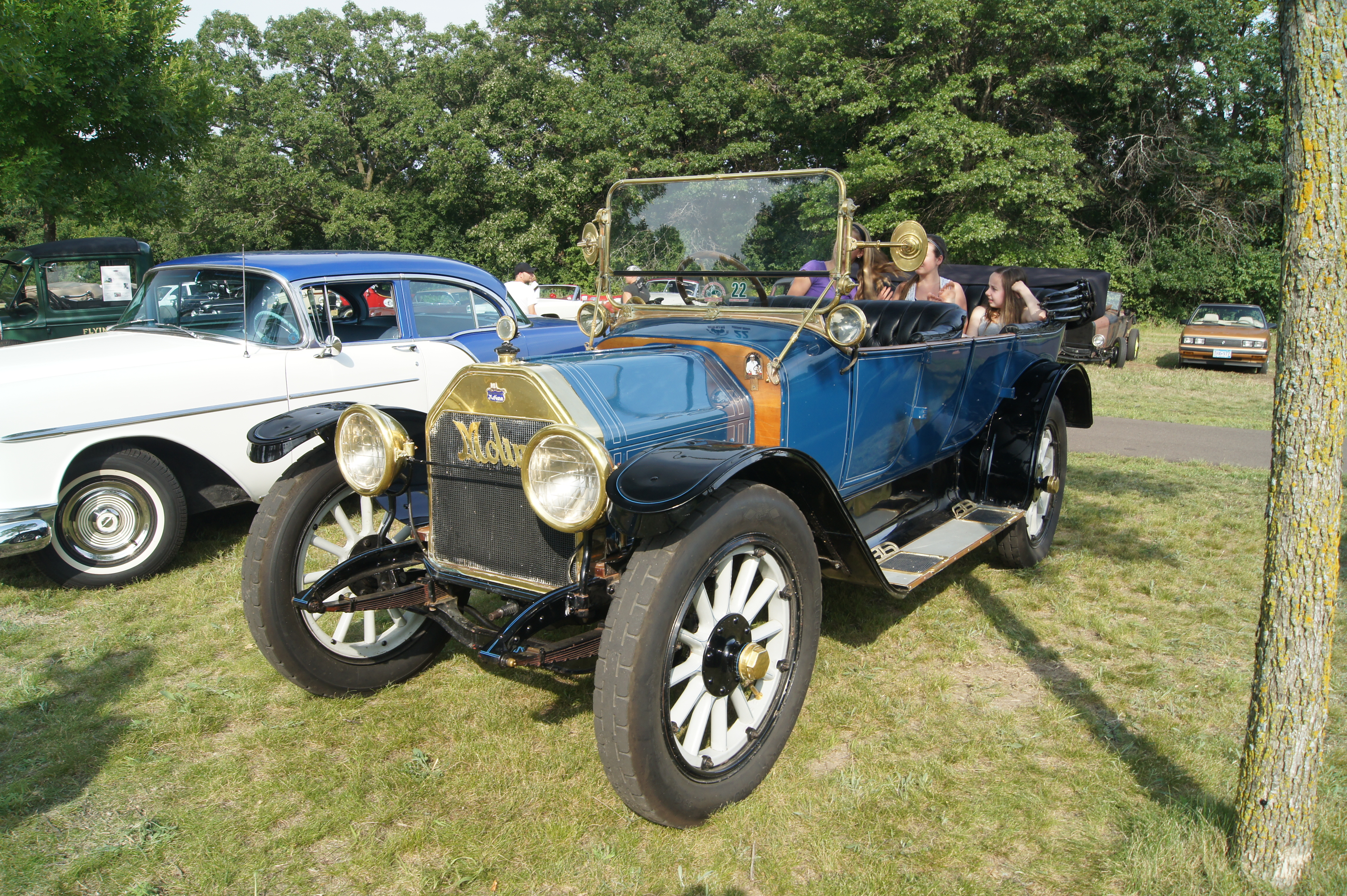
Moline von 1913 als Tourenwagen

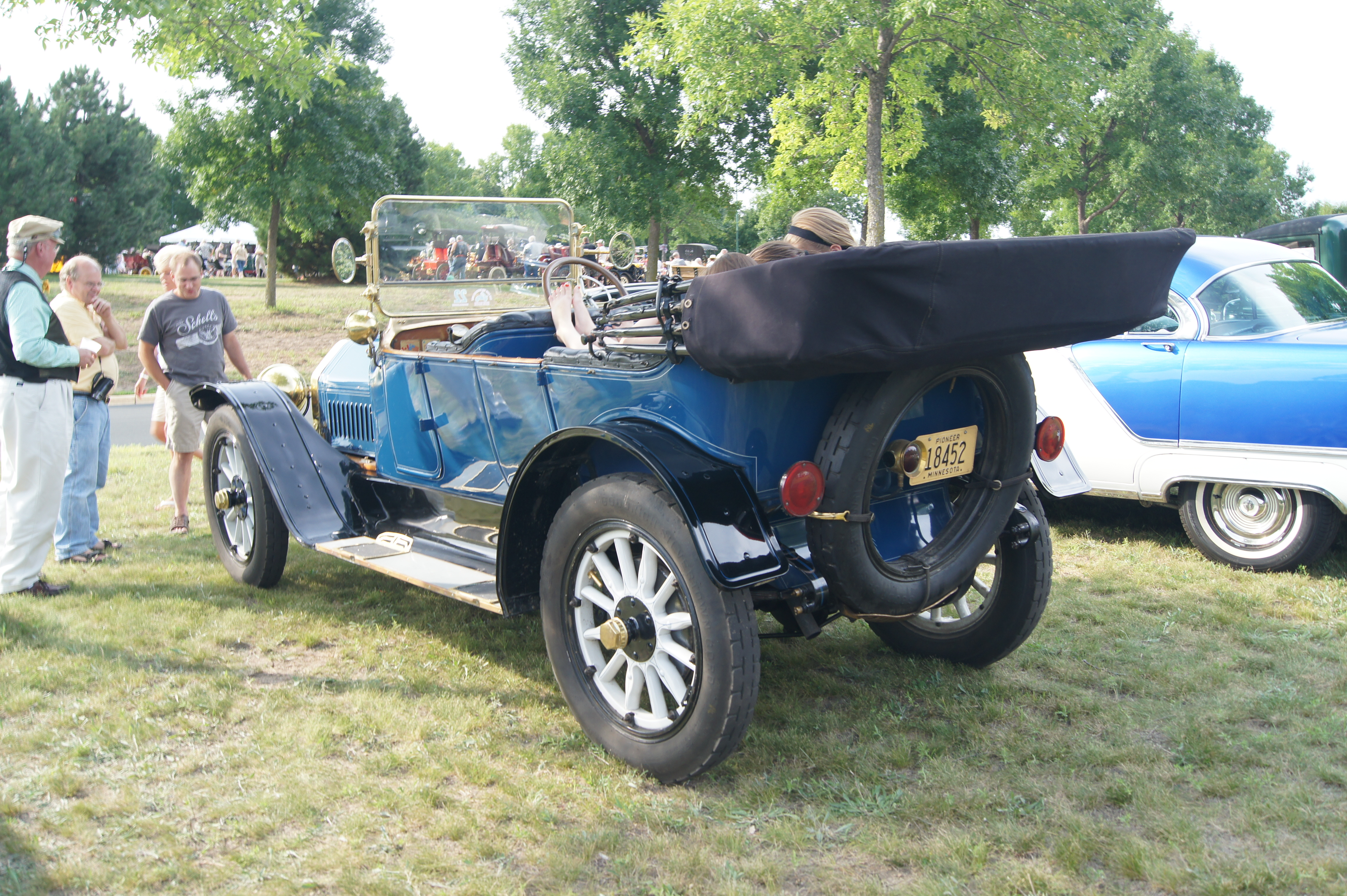
Heckansicht

Moline Automobile Company war ein US-amerikanischer Hersteller von Automobilen.

## Unternehmensgeschichte
Orlando J. Root und W. H. Vandervoort gründeten 1898 die Root & Vandervoort Engineering Company. Sie stellten Ottomotoren her. Einige waren Stationärmotoren, andere trieben Fahrzeuge an.
1903 gründeten sie die Moline Automobile Company zur Fahrzeugproduktion. Der Sitz war in East Moline in Illinois. 1904 begann die Produktion von Automobilen. Der Markenname Moline wurde bis 1914 für Fahrzeuge verwendet, die Motoren mit gewöhnlicher Ventilsteuerung hatten. Fahrzeuge mit Schiebermotoren nach System von Charles Yale Knight erschienen 1913 und erhielten den Markennamen Moline-Knight. 1919 endete die Produktion.
Nachfolger wurde der R & V Knight von der R. & V. Division, die zur Root & Vandervoort Engineering Company gehörte.

## Fahrzeuge
1904 gab es nur ein Modell. Es hatte einen Zweizylindermotor mit 12 PS Leistung. Er trieb über ein Umlaufrädergetriebe und eine Kette die Hinterachse an. Der Radstand betrug 188 cm. Der Aufbau wurde als Touring Runabout bezeichnet. Das deutet auf Tourenwagen oder Runabout hin. Eine andere Quelle gibt einen viersitzigen Tonneau an.
1905 wurde daraus das Model D. Die Motorleistung wurde beibehalten und der Radstand auf 218 cm verlängert. Karosseriebauform war nun ein Surrey. Außerdem erschien mit dem Model B ein stärker motorisierter Fahrzeug. Dessen Vierzylindermotor war mit 18/20 PS angegeben. Der Radstand betrug 267 cm. Auch dies war ein Surrey.
1906 wurde das kleine Model zum Model G weiterentwickelt. Der Motor leistete nun 16 PS, während der Radstand unverändert blieb. Alle Fahrzeuge dieses Jahres waren Tourenwagen. Das bisherige Model B wurde zum Model C mit einem gekürzten Radstand von 254 cm. Als neues Spitzenmodell erschien das Model A. Der Vierzylindermotor war mit 30/35 PS angegeben. Der Radstand betrug 279 cm.
1907 war das Model H das Zweizylindermodell. 18 PS Leistung, 234 cm Radstand und ein Aufbau als fünfsitziger Tourenwagen waren seine Daten. Darüber rangierte das Model C mit einem Vierzylindermotor, 20 PS Leistung und zwei- und dreisitziger Runabout-Karosserie. Im Model S leistete der Vierzylindermotor 25 PS. Der Radstand von 279 cm ermöglichte einen Aufbau als fünfsitzigen Tourenwagen. Das Model A hatte den gleichen Radstand und den gleichen Aufbau, aber einen stärkeren Motor mit 35 PS Leistung.
1908 entfiel das Model C. Das Model H hatte nun einen 20-PS-Motor, 244 cm Radstand und war ein Tourenwagen. Beim Model S wurde die Motorleistung auf 24 PS reduziert und der Radstand auf 254 cm gekürzt. Das Model A blieb unverändert.
1909 war das erste Jahr, in dem ausschließlich Fahrzeuge mit einem Vierzylindermotor angeboten wurden. Der Motor des Model M war mit 25/30 PS angegeben. Der Radstand maß 267 cm. Aufbau war ein Tourenwagen mit fünf Sitzen. Im Model K leistete der Motor 40 PS. Der Radstand von 295 cm ermöglichte Aufbauten als siebensitziger Tourenwagen und als vier- und fünfsitziger Baby Tonneau.
1910 war das Model M mit 30 PS und 279 cm Radstand angegeben. Beim Model K änderten sich die Daten nicht. Beide Modelle waren als Toy Tonneau und Tourenwagen erhältlich, das kleinere zusätzlich als Roadster.
1911 gab es nur das Model M-35. Das war ein Hinweis auf die Motorleistung von 35 PS. Der Radstand betrug 284 cm. Zur Wahl standen Tourenwagen, Tourenwagen mit vorderen Türen und Toy Tonneau.
1912 erhielten die Fahrzeuge für die Dauer von zwei Jahren den Zusatz Dreadnought, wörtlich übersetzt Fürchtenichts. Damit sollte auf Erfolge bei Zuverlässigkeitsfahrten hingewiesen werden. Das Model M-35 Dreadnought hatte den gleichen Motor wie das Vorjahresmodell, aber 290 cm Radstand. Im Angebot standen Tourenwagen mit vier und mit fünf Sitzen, Torpedo mit zwei Sitzen und Roadster mit vier Sitzen.
1913 wurde daraus das Model M-40 Dreadnought. Die Motorleistung war auf 50 PS gesteigert worden. Zur Wahl standen zwei verschiedene Radstände. 290 cm beim zweisitzigen Roadster und 315 cm beim fünfsitzigen Tourenwagen.
1914 war das Model M-40 das letzte Modell der Serie mit klassischen Motoren. Das Angebot beschränkte sich auf den fünfsitzigen Tourenwagen mit 315 cm Radstand. Neu dazu kam das Modell Knight mit einem ventillosen Motor. Er leistete 50 PS. Der Radstand betrug 325 cm. Die Karosserie war ein Tourenwagen mit fünf Sitzen.
1915 waren außerdem ein zweisitziger Roadster sowie zwei verschiedene Limousinen erhältlich.
1916 standen wieder zwei verschiedene Modelle im Sortiment. Das Model 40 hatte einen 40-PS-Motor, 300 cm Radstand und Aufbauten als siebensitziger Tourenwagen und zweisitziger Roadster. Das Model 50 entsprach dem Vorjahresmodell und war als siebensitziger Tourenwagen, Roadster und Limousine erhältlich.
1917 stand das kleinere Modell als fünfsitziger Tourenwagen und als viersitziger Roadster zur Verfügung. Beim Model 50 wurde der Radstand auf 310 cm gekürzt. Überliefert sind Tourenwagen mit sieben Sitzen, Roadster und Coupé mit vier Sitzen und eine Touren-Limousine.
1918 änderten sich die Bezeichnungen und die Aufbauten. Das kleinere Model C stand als fünfsitziger Tourenwagen, viersitziger Roadster und fünfsitzige Touren-Limousine in den Preislisten. Das größere Model G gab es als Tourenwagen mit sieben Sitzen sowie als Roadster und Coupé mit jeweils vier Sitzen.
1919 entfiel das größere Modell, während das kleinere Modell zum Model L wurde. Genannt sind fünfsitziger Tourenwagen, siebensitziger Tourenwagen als Standard und Deluxe, fünfsitzige Limousine sowie viersitzige Roadster, auch als Standard und Deluxe.

## Modellübersicht
| Jahr | Marke         | Modell                 | Zylinder | Leistung (PS) | Radstand (cm) | Aufbau                                                                    |
| ---- | ------------- | ---------------------- | -------- | ------------- | ------------- | ------------------------------------------------------------------------- |
| 1904 | Moline        | 12 HP                  | 2        | 12            | 188           | Touring Runabout                                                          |
| 1905 | Moline        | Model B                | 4        | 18/20         | 267           | Surrey                                                                    |
| 1905 | Moline        | Model D                | 2        | 12            | 218           | Surrey                                                                    |
| 1906 | Moline        | Model A                | 4        | 30/35         | 279           | Tourenwagen                                                               |
| 1906 | Moline        | Model C                | 4        | 18/20         | 254           | Tourenwagen                                                               |
| 1906 | Moline        | Model G                | 2        | 16            | 218           | Tourenwagen                                                               |
| 1907 | Moline        | Model A                | 4        | 35            | 279           | Tourenwagen 5-sitzig                                                      |
| 1907 | Moline        | Model C                | 4        | 20            | 254           | Runabout 2-sitzig und 3-sitzig                                            |
| 1907 | Moline        | Model H                | 2        | 18            | 234           | Tourenwagen 5-sitzig                                                      |
| 1907 | Moline        | Model S                | 4        | 25            | 279           | Tourenwagen 5-sitzig                                                      |
| 1908 | Moline        | Model A                | 4        | 35            | 279           | Tourenwagen 5-sitzig                                                      |
| 1908 | Moline        | Model H                | 2        | 20            | 244           | Tourenwagen                                                               |
| 1908 | Moline        | Model S                | 4        | 24            | 254           | Tourenwagen 5-sitzig                                                      |
| 1909 | Moline        | Model K                | 4        | 40            | 295           | Tourenwagen 7-sitzig, Baby Tonneau 4-sitzig und 5-sitzig                  |
| 1909 | Moline        | Model M                | 4        | 25/30         | 267           | Tourenwagen 5-sitzig                                                      |
| 1910 | Moline        | Model K                | 4        | 40            | 295           | Toy Tonneau, Tourenwagen                                                  |
| 1910 | Moline        | Model M                | 4        | 30            | 279           | Roadster, Toy Tonneau, Tourenwagen                                        |
| 1911 | Moline        | Model M-35             | 4        | 35            | 284           | Tourenwagen, Fore-Door Tourenwagen, Toy Tonneau                           |
| 1912 | Moline        | Model M-35 Dreadnought | 4        | 35            | 290           | Tourenwagen 4-sitzig und 5-sitzig, Torpedo 2-sitzig, Roadster 4-sitzig    |
| 1913 | Moline        | Model M-40 Dreadnought | 4        | 40            | 290           | Roadster 2-sitzig                                                         |
| 1913 | Moline        | Model M-40 Dreadnought | 4        | 40            | 315           | Tourenwagen 5-sitzig                                                      |
| 1914 | Moline        | Model M-40             | 4        | 40            | 315           | Tourenwagen 5-sitzig                                                      |
| 1914 | Moline-Knight | Knight                 | 4        | 50            | 325           | Tourenwagen 5-sitzig                                                      |
| 1915 | Moline-Knight | Knight                 | 4        | 50            | 325           | Roadster 2-sitzig, Tourenwagen 5-sitzig, Limousine                        |
| 1916 | Moline-Knight | Model 40               | 4        | 40            | 300           | Tourenwagen 7-sitzig, Roadster 2-sitzig                                   |
| 1916 | Moline-Knight | Model 50               | 4        | 50            | 325           | Tourenwagen 7-sitzig, Roadster, Limousine                                 |
| 1917 | Moline-Knight | Model 40               | 4        | 40            | 300           | Tourenwagen 5-sitzig, Roadster 4-sitzig                                   |
| 1917 | Moline-Knight | Model 50               | 4        | 50            | 310           | Tourenwagen 7-sitzig, Roadster 4-sitzig, Touren-Limousine, Coupé 4-sitzig |
| 1918 | Moline-Knight | Model C                | 4        | 40            | 300           | Tourenwagen 5-sitzig, Roadster 4-sitzig, Touren-Limousine 5-sitzig        |
| 1918 | Moline-Knight | Model G                | 4        | 50            | 310           | Tourenwagen 7-sitzig, Roadster 4-sitzig, Coupé 4-sitzig                   |
| 1919 | Moline-Knight | Model L                | 4        | 40            | 300           | Tourenwagen 5-sitzig und 7-sitzig, Limousine 5-sitzig, Roadster 4-sitzig  |

## Produktionszahlen
| Jahr  | Produktionszahl |
| ----- | --------------- |
| 1904  | 50              |
| 1905  | 300             |
| 1906  | 300             |
| 1907  | 500             |
| 1908  | 700             |
| 1909  | 736             |
| 1910  | 783             |
| 1911  | 638             |
| 1912  | 782             |
| 1913  | 431             |
| 1914  | 336             |
| 1915  | 923             |
| 1916  | 906             |
| 1917  | 603             |
| 1918  | 481             |
| 1919  | 499             |
| Summe | 8968            |